# Вельклер
Велькле́р (фр. Velleclaire) — коммуна во Франции, находится в регионе Франш-Конте. Департамент — Верхняя Сона. Входит в состав кантона Жи. Округ коммуны — Везуль.
Код INSEE коммуны — 70531.

## География

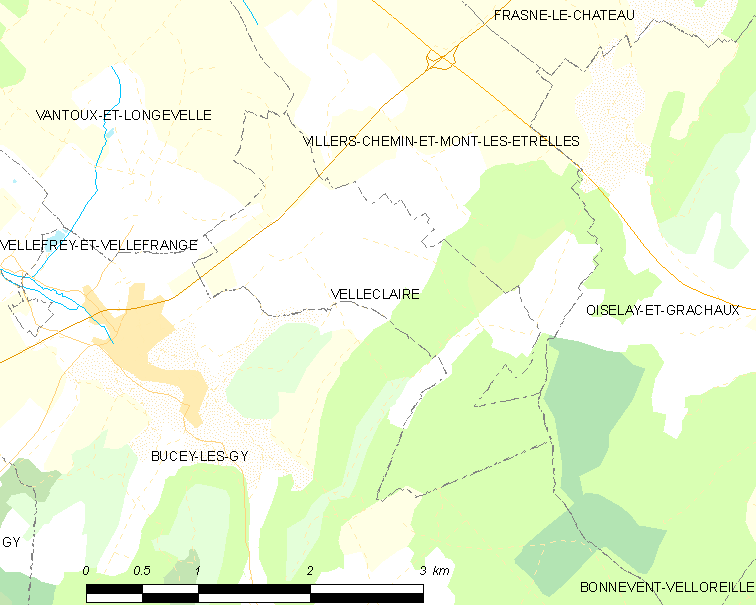
Карта коммуны

Коммуна расположена приблизительно в 310 км к юго-востоку от Парижа, в 25 км северо-западнее Безансона, в 31 км к юго-западу от Везуля.
По территории коммуны протекает река Морт. Около половины территории занято лесами.

## Население
Население коммуны на 2010 год составляло 105 человек.
| 1962 | 1968 | 1975 | 1982 | 1990 | 1999 | 2010 |
| ---- | ---- | ---- | ---- | ---- | ---- | ---- |
| 77   | 86   | 79   | 76   | 70   | 62   | 105  |

## Администрация
| Период | Период | Фамилия         | Партия | Примечания |
| ------ | ------ | --------------- | ------ | ---------- |
| 1951   | 2008   | Марсель Робер   |        |            |
| 2008   | 2014   | Эмманюэль Бодье |        |            |

## Экономика
В 2010 году среди 58 человек трудоспособного возраста (15—64 лет) 45 были экономически активными, 13 — неактивными (показатель активности — 77,6 %, в 1999 году было 56,8 %). Из 45 активных жителей работали 45 человек (25 мужчин и 20 женщин), безработных не было. Среди 13 неактивных 5 человек были учениками или студентами, 3 — пенсионерами, 5 были неактивными по другим причинам.